# Jason Barry
Jason Barry (Dublino, 14 dicembre 1972) è un attore irlandese.
È conosciuto soprattutto per il ruolo di Tommy Ryan nel film Titanic del 1997. Comunque, è anche stato presente in altri film come The Still Life per il quale ha vinto numerosi premi.

## Filmografia parziale
- Amiche (Circle of Friends), regia di Pat O'Connor (1995)
- L'ultimo dei grandi re (The Last of the High Kings), regia di David Keating (1996)
- Titanic, regia di James Cameron (1997)
- Snitch, regia di Ted Demme (1998)
- Facoltà di medicina - organi cercasi (Muggers), regia di Dean Murphy (2000)
- Death Games, regia di Geraldine Creed (2002)
- Beyond Re-Animator, regia di Brian Yuzna (2003)
- MirrorMask, regia di Dave McKean (2005)
- Honor, regia di David Worth (2006)
- The Still Life, regia di Joel Miller (2006)
- Operazione Valchiria (Valkyrie), regia di Bryan Singer (2008)
- Legend of the Bog, regia di Brendan Foley (2009)
- Hirokin, regia di Alejo Mo-Sun (2012)
- La grande passione (United Passions), regia di Frédéric Auburtin (2014)
- I.T. - Una mente pericolosa (I.T.), regia di John Moore (2016)

## Doppiatori italiani
Nelle versioni in italiano dei suoi lavori, Jason Barry è stato doppiato da:
- Simone Mori ne L'ultimo dei grandi re
- Luigi Ferraro in Titanic[1]